# Isobel Lennart
Isobel Lennart (* 18. Mai 1915 in New York City; † 25. Januar 1971 in Hemet, Kalifornien) war eine US-amerikanische Drehbuchautorin und Schriftstellerin.

## Leben und Wirken
Die aus Brooklyn stammende Lennart begann ihre Berufslaufbahn beim Film in der Poststelle der MGM und stieg im Laufe der Jahre zur festangestellten Drehbuchautorin dieser Produktionsfirma auf. Ihre Mitgliedschaft in der kommunistischen Partei der USA von 1939 bis 1944 brachte Isobel Lennart gleich nach dem Zweiten Weltkrieg in das Fadenkreuz des Komitees für unamerikanische Umtriebe. Da sich Isobel Lennart jedoch als „kooperativ“ zeigte und insgesamt 21 KP-Mitglieder denunzierte, wurde sie nicht auf die Schwarze Liste gesetzt und durfte auch weiterhin als Drehbuchautorin arbeiten.
Lennart-Manuskripte der 1940er und 1950er Jahre dienten anfänglich vor allem als Vorlagen für leichte Stoffe. Sie schrieb für Komödien, Romanzen und Filmmusicals, seltener für Melodramen und Dramen wie Verlorenes Spiel mit Barbara Stanwyck und James Mason. Einige wenige dieser Lennart-Werke waren gehaltvoll und sehr erfolgreich, so etwa das schwungvolle Tanz-Musical Urlaub in Hollywood mit Gene Kelly. Andere Arbeiten hingegen, wie beispielsweise Sidney Lanfields Mädels ahoi, wurden regelrecht verrissen: dieser Film galt als einer „der (laut US-Talkmaster Dick Cavett) dümmlichsten Streifen der US-Filmgeschichte.“ Für ihre Drehbuchbeiträge zu Tyrannische Liebe und Der endlose Horizont erhielt die Autorin 1956 respektive 1961 jeweils eine Oscar-Nominierung.
Isobel Lennarts einzige nichtfilmische Arbeit, Funny Girl, in der sie das Leben der Tänzerin Fanny Brice thematisierte, wurde sehr erfolgreich von März 1964 bis Juli 1967 in insgesamt 1348 Vorstellungen am Broadway aufgeführt. Gleich im Anschluss daran verfilmte Hollywood das Musical unter dem gleichen Namen und ebnete damit den Durchbruch für Barbra Streisand als neuen Leinwandstar. Die Writers Guild of America zeichnete Isobel Lennart für ihre hier gezeigte Drehbuchleistung 1969 mit dem WGA Award aus. Es sollte Lennarts letzter Film bleiben.
Lennart, die aus der Ehe mit dem Schauspieler und Drehbuchautor John Harding einen Sohn und eine Tochter hatte, starb zum Jahresbeginn 1971 bei einem Autounfall.

## Filmografie
Kinofilme 
- 1942: The Affairs of Martha
- 1943: A Stranger in Town
- 1943: Der kleine Engel (Lost Angel)
- 1945: Urlaub in Hollywood (Anchors Aweigh)
- 1946: Ball in der Botschaft (Holiday in Mexico)
- 1947: Ihre beiden Verehrer (It Happened in Brooklyn)
- 1948: Ein Bandit zum Küssen (The Kissing Bandit)
- 1949: Holiday Affair
- 1949: Verlorenes Spiel (East Side, West Side)
- 1950: Mein Leben gehört mir (A Life of Her Own)
- 1951: It‘s a Big Country
- 1952: Mädels ahoi (Skirts Ahoy!)
- 1952: My Wife‘s Best Friend
- 1953: Serenade in Rio (Latin Lovers)
- 1953: The Girl Next Door
- 1955: Tyrannische Liebe (Love Me or Leave Me)
- 1956: Viva Las Vegas (Meet Me in Las Vegas)
- 1957: Kein Platz für feine Damen (This Could be the Night)
- 1958: König der Spaßmacher (Merry Andrew)
- 1958: Die Herberge zur 6. Glückseligkeit (The Inn of the Sixth Happiness)
- 1959: Meisterschaft im Seitensprung (Please Don‘t Eat the Daisies)
- 1959: Der endlose Horizont (The Sundowners)
- 1960: Und die Nacht wird schweigen (By Love Possessed)
- 1962: Zeit der Anpassung (Period of Adjustment)
- 1962: Spiel zu zweit (Two for the Seasaw)
- 1967: Die Lady und ihre Gauner (Fitzwilly)
- 1968: Funny Girl